# Galendromus ferrugineus
Galendromus ferrugineus är en spindeldjursart som beskrevs av De Leon 1962. Galendromus ferrugineus ingår i släktet Galendromus och familjen Phytoseiidae. Inga underarter finns listade i Catalogue of Life.